# Semileptotettix litoris
Semileptotettix litoris är en insektsart som beskrevs av Piza Jr. 1978. Semileptotettix litoris ingår i släktet Semileptotettix och familjen vårtbitare. Inga underarter finns listade i Catalogue of Life.